# Norberto Briasco
Norberto Alejandro Briasco Balekian (orm. Նորբերտո Ալեխանդրո Բրիասկո Բալեկյան; ur. 29 lutego 1996 w Buenos Aires) – ormiański piłkarz pochodzenia argentyńskiego występujący na pozycji skrzydłowego lub napastnika, od 2021 roku zawodnik argentyńskiego Boca Juniors.
Posiada obywatelstwo ormiańskie za sprawą pochodzenia rodziny ze strony matki. W 2018 roku zadebiutował w reprezentacji Armenii.